# Бусловская (станция)
Бу́словская — железнодорожная станция Октябрьской железной дороги направления Санкт-Петербург — Хельсинки. Является пограничным пунктом данной линии (ЖДПП — железнодорожный пункт пропуска). Следующая станция Вайниккала находится на территории Финляндии, с 2022 года движение поездов между Россией и Финляндией не осуществляется.
Пригородные поезда только от станции Выборг, от Санкт-Петербурга прямых поездов нет.
На этой станции делал техническую остановку скорый поезд Лев Толстой сообщением Москва — Хельсинки. Высадка и посадка пассажиров на станции Бусловская на этот состав не производилась (была разрешена лишь для обслуживающего персонала и работников).
Станционное здание Бусловской имеет два этажа. Станция Бусловская, де-факто является закрытого типа. Для выхода с территории станции нужен пропуск в пограничную зону

## История
Платформа Louko была открыта в 1900 году  и представляла собой посадочную платформу на единственном главном пути. После Великой Отечественной войны и передачи территории СССР посёлок Лоуко был переименован в Пограничное; остановочный пункт не восстанавливался.
Разъезд Буслово, построенный на месте платформы, появился в таблицах технических характеристик железнодорожных направлений в 1994 году.